# Vasco Pires Farinha
Vasco Pires Farinha (depois de 1281) senhor de Góis, foi o filho mais velho de Pedro Salvadores de Góis e de Maria Nunes Esposade, filha de Nuno de Esposade. É referido num diploma datado de março de 1260 como cavaleiro e vizinho de Moura. Foi vasssalo e mordomo do infante Afonso, filho o rey Afonso III de Portugal.

## Matrimónio e desdencência
Instituiu o morgado de Góis para os seus filhos bastardos, Gonçalo e Maria. Ele não foi casado, mas teve, com Marinha Pires, abadessa no mosteiro de Ferreira de Aves, os seguintes filhos:
- Gonçalo Vasques de Góis, foi senhor de Góis,[3] legitimado em 16 de outubro de 1289 pelo rei Dom Afonso IV de quem se tornou vassalo.[4] Casou com Maria Gomes César. Não teve descendência e o senhorio de Góis passou a os filhos de sua irmã Maria.[4]
- Álvaro Vasques de Góis, morreu sem filhos e foi vassalo de Afonso IV de Portugal e um dos fiadores do acordo com Afonso XI de Castela em 1328;[5]
- Maria Vasques de Góis, casada com Vasco Rodrigues Viegas,[5] herdou o senhorio de Góis que ficou, na posse dos descendentes de Vasco Pires Farinha, pois seus irmãos morreram sem filhos;[6][3]
- Mor Vasques de Góis[5]